# Метасиликат натрия
Метасилика́т на́трия — неорганическое соединение, соль щелочного металла натрия и метакремниевой кислоты с формулой {\displaystyle {\ce {Na2SiO3}}}, бесцветные или белые кристаллы, растворяется в холодной воде, образует кристаллогидраты.
Водный раствор известен под названием «жидкое стекло».

## Нахождение в природе
Входит в состав редких минералов эртиксиита {\displaystyle {\ce {Na2Si4O9}}} и натросилита {\displaystyle {\ce {Na2Si2O5}}}.

## История открытия
Метасиликат натрия был впервые обнаружен фламандским ятрохимиком и врачом Яном Баптиста ван Гельмонтом (1579—1644) в виде жидкого вещества, полученного при плавлении песка с избытком щёлочи. В 1646 году Иоганн Рудольф Глаубер (1604—1670) используя поташ и кремнезём получил вещество, которое он назвал «liquor silicum». И, наконец, в 1818 году немецкий химик и минеролог Иоганн Непомук фон Фукс (1774—1856) воздействуя на кремнёвую кислоту щёлочью получил вещество которое впоследствии стали называть «жидкое стекло».

## Получение
Сплавлением диоксида кремния с едким натром или карбонатом натрия:
{\displaystyle {\ce {SiO2\ +2NaOH->[900-1000~^{\circ }{\text{C}}]Na2SiO3\ +H2O}}}
или:
{\displaystyle {\ce {SiO2\ +Na2CO3->[1150~^{\circ }{\text{C}}]Na2SiO3\ +CO2}}}.
Разложением ортосиликата натрия:
{\displaystyle {\ce {Na4SiO4->[1120~^{\circ }{\text{C}}]Na2SiO3\ +Na2O}}}.
Безводную соль получают нагреванием кристаллогидрата:
{\displaystyle {\ce {Na2SiO3.9H2O->[100-300~^{\circ }{\text{C}}]Na2SiO3\ +9H2O}}}.

## Физические свойства
Метасиликат натрия образует бесцветные или белые кристаллы ромбической сингонии, пространственная группа C cm2, параметры ячейки a = 0,6078 нм, b = 1,053 нм, c = 0,4825 нм, Z = 4.
Хорошо растворим в холодной воде, концентрированные растворы образуют коллоидный раствор «жидкое стекло» гидрозоля переменного состава {\displaystyle {\ce {SiO2.nH2O}}}.
Из водных растворов выделяется кристаллогидрат {\displaystyle {\ce {Na2SiO3.9H2O}}}, который плавится при 47 °С в собственной кристаллизационной воде и начинает разлагаться при температуре выше 100 °С.
В безводном твёрдом веществе метасиликатные анионы фактически является полимером, состоящим из тетраэдров {\displaystyle {\ce {SiO4}}} с общими вершинами, а не отдельных ионов {\displaystyle {\ce {SiO3^{2-}}}}.
Также известны ряд кристаллогидратов с общей формулой {\displaystyle {\ce {Na2SiO3.n H2O}}}, n = 5, 6, 8, 9 содержащие обособленный гидратированный, приблизительно тетраэдрический анион {\displaystyle {\ce {SiO2(OH)2^{2-}}}}. Коммерчески доступны пентагидрат силиката натрия {\displaystyle {\ce {Na2SiO.5 H2O}}} или {\displaystyle {\ce {Na2SiO2(OH)2.4 H2O}}} и нонагидрат {\displaystyle {\ce {Na2SiO3.9 H2O}}} или {\displaystyle {\ce {Na2SiO2(OH)2.8 H2O}}}. Пентагидрат и нонагидрат имеют свои собственные номера CAS: 10213-79-3 и 13517-24-3 соответственно. Нонагидрат плавится при температуре 48 °C, а пентагидрат — при 72 °C.

## Химические свойства
Водные растворы имеют щелочную реакцию из-за гидролиза по аниону.
Разлагается в горячей воде с гидролизом:
{\displaystyle {\ce {Na2SiO3\ +(n\ +\ 1)\ H2O->[T]2NaOH\ +(SiO2.nH2O)v}}}.
Разлагается кислотами:
{\displaystyle {\ce {Na2SiO3 + 2 HCl -> 2NaCl + SiO2 v + H2O}}}
и щелочами:
{\displaystyle {\ce {Na2SiO3 + 2 NaOH -> Na4SiO4 + H2O}}}.
Реагирует с углекислым газом:
{\displaystyle {\ce {Na2SiO3 + CO2 -> Na2CO3 + SiO2 v}}}.

## Применение
- Компонент шихты в производстве неорганического стекла.
- Компонент жаростойких красок.
- Добавка в моющие средства и мыло.
- Для пропитки горючих материалов для придания им негорючести.
- В производстве жаростойких кислотоупорных бетонов.
- Наполнитель в облегчённых цементных растворах для цементирования нефтегазовых скважин.
- Водный раствор применяется как клей под названием «жидкое стекло»[6].
- В качестве пищевой добавки (E550), для предотвращающего слипания[7].
- Для сохранения яиц. Когда свежие яйца погружаются в раствор силиката натрия, бактерии, способные разрушить яйцо, удаляются, сохраняя яйцо до девяти месяцев. Перед приготовлением в кипящей воде скорлупы яиц, законсервированных таким образом, необходимо проткнуть скорлупу, чтобы дать выход пару, поскольку скорлупа перестаёт быть пористой[8].